# Tamron
 (janvier 2024).
Tamron Co., Ltd. (株式会社タムロン, Kabushiki-gaisha Tamuron) est une entreprise japonaise de fabrication d'objectifs photographiques et de différents composants optiques. Son siège est situé à Saitama, dans la préfecture de Saitama au Japon.

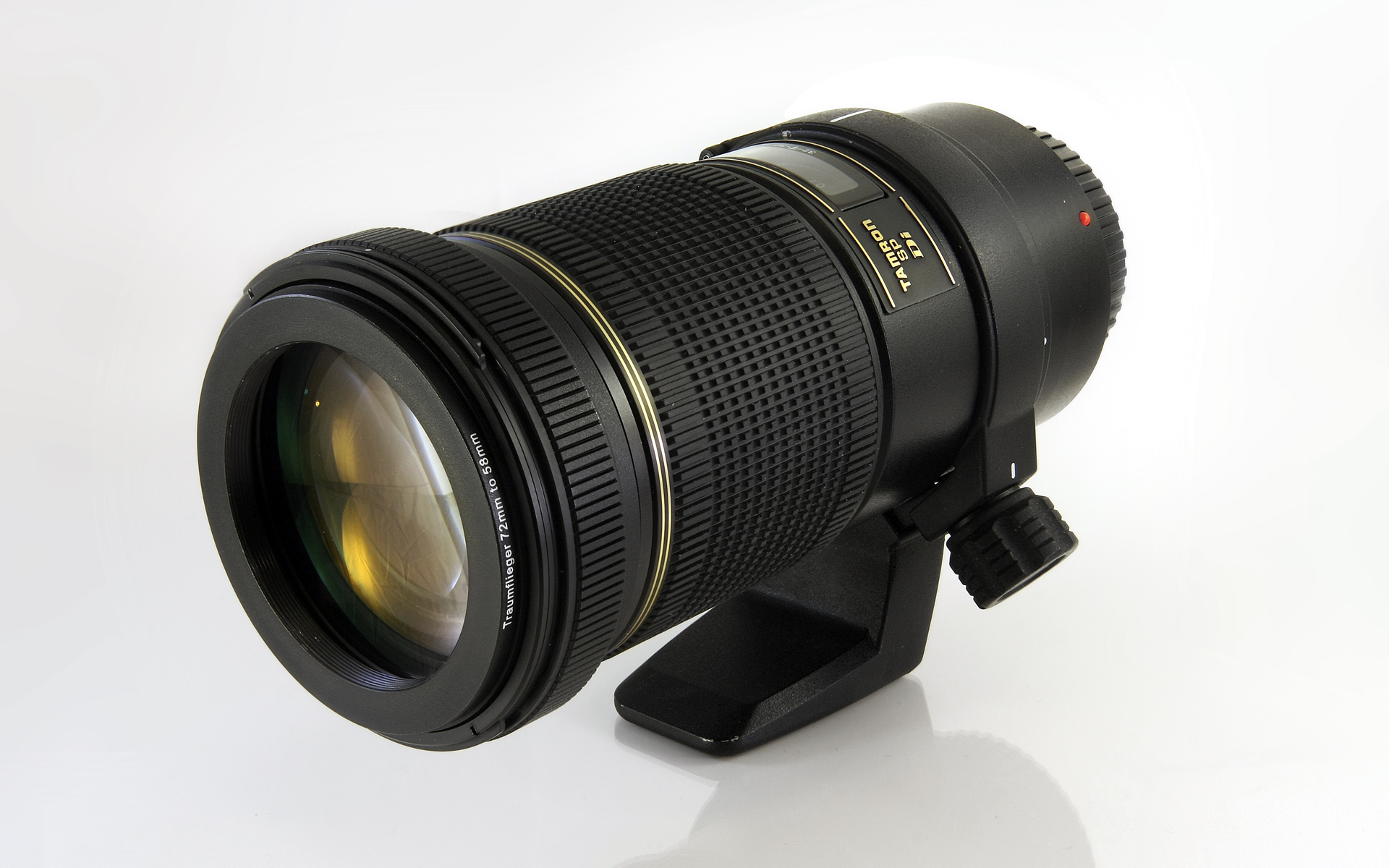
Objectif 180 macro Tamron.

Son deuxième principal actionnaire est Sony. Un degré élevé des ventes de Tamron dépend de Sony EMCS qui a un droit de préemption sur les votes au Conseil d'administration, du fait de sa position dominante (état en décembre 2008).

## Historique
- Novembre 1950 : Fondation de la « Taisei Optical Manufacturing Company »  par Takeyuki Arai[1]
- Octobre 1952 : La Taisei Optical Industries est établie avec un capital de 2 millions et demi de yens.
- 1959 : Tamron devient une marque déposée[2]
- Avril 1970 : Le nom de la société devient « Tamron Co., Ltd ».
- Avril 1979 : Tamron s'implante à New York.
- Septembre 1982 : Tamron Vertriebs s'implante en Allemagne.
- Février 1984 : Optech Tamron s'implante à Namioka, dans la préfecture d'Aomori.
- Décembre 1985 : Tamron Fine Giken, une usine prévue pour mouler avec précision les métaux, est ouverte.
- Janvier 1986 : Une usine de moulage de plastique par injection s'implante à Owani dans la préfecture d'Aomori au Japon.
- Juin 1991 : Optech Tamron, est absorbé par Tamron.
- Février 1995 : Tamron détient 75 % du capital de Bronica, ce qui lui permet de pénétrer le marché des appareils photos de taille moyenne.
- Avril 1995 : Tamron  s'implante au Royaume-Uni.
- Mai 1997 : Tamron s'implante à Hong Kong.
- Juillet 1997 : Tamron  s'implante à Foshan, dans la province de Guangdong en Chine.
- Juillet 1998 : Bronica fusionne avec Tamron.
- Juin 2000 : Tamron Fine Giken fusionne avec Tamron.
- Juin 2000 : Tamron s'implante en France.
- Octobre 2005 : Tamron s'implante à Shanghai en Chine.
- Juillet 2009 : Tamron s'implante à Haryana en Inde.
- Novembre 2009 : Tamron s'implante à Moscou en Russie.

## Principaux produits

### Objectifs photographiques
- Objectifs interchangeables pour appareils reflex 35 mm à objectifs simples (la série Adaptall, par exemple, fonctionnant sur plusieurs grandes marques d´appareils photos).
- Objectifs à focale fixe, grand-angulaire et téléobjectifs.
- Zooms de différentes focales.
- Multiplicateurs de focale.

### Appareils photo
Appareils photos de moyen format, en particulier après le rachat, en 1988, de Bronica. La vente de ces appareils a cessé en 2004 pour les modèles reflex et en 2005 pour le modèle à mise au point télémétrique.

### Composants optiques
Tamron fabrique également différents objectifs pour des caméras ou des téléphones mobiles.

### Désignations
- Di — Digitally Integrated, génération d'objectifs exclusivement conçus pour répondre aux exigences des reflex numériques. conçue pour les reflex numériques plein format (full frame), APS-C et reflex argentiques 35 mm.
- Di II — Exclusivement conçu pour les appareils à capteurs APS-C.
- Di III — Exclusivement conçu pour les appareils numériques hybrides.
- SP — Super Performance. La série Super Performance de Tamron est une gamme d’objectifs répondant aux besoins les plus exigeants.
- IF — Mise au point interne. La longueur de l’objectif ne change pas au moment de la mise au point et la distance minimale de mise au point est bien plus courte sur toute la plage de focale.
- VC — Vibration Compensation. Le stabilisateur d’image VC produit des images nettes et sans flou et stabilise l’image dans le viseur.
- USD — Ultrasonic Silent Drive (Entrainement ultrasons silencieux). Moteur à ultrasons performant et ultra-silencieux pour des sujets dynamiques et rapides. Contrôle manuel et précis à tout moment.
- PZD — Piezo Drive. Le Piezo Drive permet une mise au point nettement plus rapide et quasi silencieuse.
- ZL — Zoom Lock. Évite l’allongement involontaire du fût de l’objectif.
- LD — Low Dispersion (Faible dispersion). Élément de lentille pour une plus grande netteté des images et la correction des aberrations chromatiques.
- XLD — eXtra Low Dispersion (Très faible dispersion). Un verre spécial pourvu d’un indice de dispersion chromatique extrêmement faible pour une plus grande netteté et la compensation des aberrations chromatiques.
- XR — eXtra Refractive (Réfraction supplémentaire). Un verre spécial pourvu d’un indice de réfraction particulièrement élevé pour des performances supérieures et des objectifs plus compacts.
- AD — Anomalous Dispersion (Dispersion anormale). Verre spécial pour le contrôle des aberrations chromatiques et l’amélioration du rendu général.
- ASL - ASpherical Lens (Lentille asphérique). Les éléments asphériques hybrides garantissent une qualité d’image exceptionnelle pour un faible encombrement.
- LAH — LD + ASL, élément de lentille hybride.
- ADH — AD + ASL, élément de lentille hybride.
- HID — High Dispersion glass (Verre à haute dispersion), permet d'obtenir une meilleure correction de la couleur.
- eBAND - Couche de revêtement nano-structurée contre les réflexions et les effets indésirables.

## Objectifs Di
- SP AF 17-35mm f/2,8-4 Di LD Asphérique (IF)
- SP AF 24-70mm f/2.8 Di VC USD
- SP AF 28-75mm f/2,8 XR Di LD Asphérique (IF)
- AF 28-200mm f/3.8-5.6 XR Di Asphérique (IF) Macro
- AF 28-300mm f/3.5-6.3 XR VC LD Asphérique (IF)
- SP AF 70-200mm f/2,8 Di LD MACRO (IF)
- SP AF 70-200mm f/2,8 Di VC USD
- AF 70-300mm f/4-5.6 Di LD Macro 1:2
- SP AF 70-300mm f/4-5.6 Di VC USD
- SP AF 150-600mm f/5-6.3 DI VC USD
- SP AF 200-500mm f/5-6.3 Di LD (IF)
- SP AF 90mm f/2.8 Macro 1:1 MACRO
- SP AF 90mm F/2.8 Di Macro 1:1 VC USD
- SP AF 180mm f/3,5 Di LD (IF) Macro 1:1

## Objectifs Di II (APS-C)
- SP AF 10-24mm f/3,5-4,5 Di II LD ASL (IF)
- SP AF 11-18mm f/4.5-5.6 Di II LD ASL (IF)
- AF 16-300mm f/3.5-6.3 Di II VC PZD MACRO
- SP AF 17-50mm f/2,8 Di II XR ZL LD ASL (IF)
- SP AF 17-50mm f/2,8 Di II XR ZL VC LD ASL (IF)
- AF 18-200mm f/3.5-6.3 Di II XR ZL LD ASL(IF)
- AF 18-250mm f/3.5-6.3 Di II AD LD ASL (IF) MACRO
- AF 18-270mm F/3,5-6,3 Di II VC PZD ZL LD AD ASL (IF)
- AF 18-270mm F/3.5-6.3 Di II VC PZD ZL LD ASL (IF) MACRO
- AF 55-200mm f/4-5.6 Di II LD MACRO 1:3,5
- SP AF 60mm f/2,0 Di II LD (IF) MACRO 1:1

## Objectifs Di III
18-200mm F/3.5-6.3 Di III VC ASL LD ZL XR (IF)

## Objectifs SP
- SP AF 24-135mm f/3.5-5.6 AD LD(IF)
- SP AF 14mm f/2,8 LD(IF) rectiligne
- SP Adaptall-2 300mm f/2,8 LD (IF)
- SP AF 300mm f/2,8 LD (IF)
- SP AF 17-35mm f/2,8-4 Di LD LD (IF)
- SP AF 15-30mm f/2.8 Di VC USD G2
- SP AF 20-40mm f/2.7-3.5 (IF)
- SP AF 24-70mm f/2.8 Di VC USD
- SP AF 70-200mm f/2,8 Di LD (IF) Macro
- SP AF 70-200mm f/2.8 Di VC USD
- SP AF 90mm f/2,8 MACRO

## Objectifs conventionnels
- AF 28-80mm f/3.5-5.6 ASL
- AF 75-300mm f/4-5.6 LD Macro 1:3,9
- AF 200-400 f/5,6 LD (IF)